# Murarz

Mistrz murarski z narzędziami pracy według drzeworytu Josta Ammana

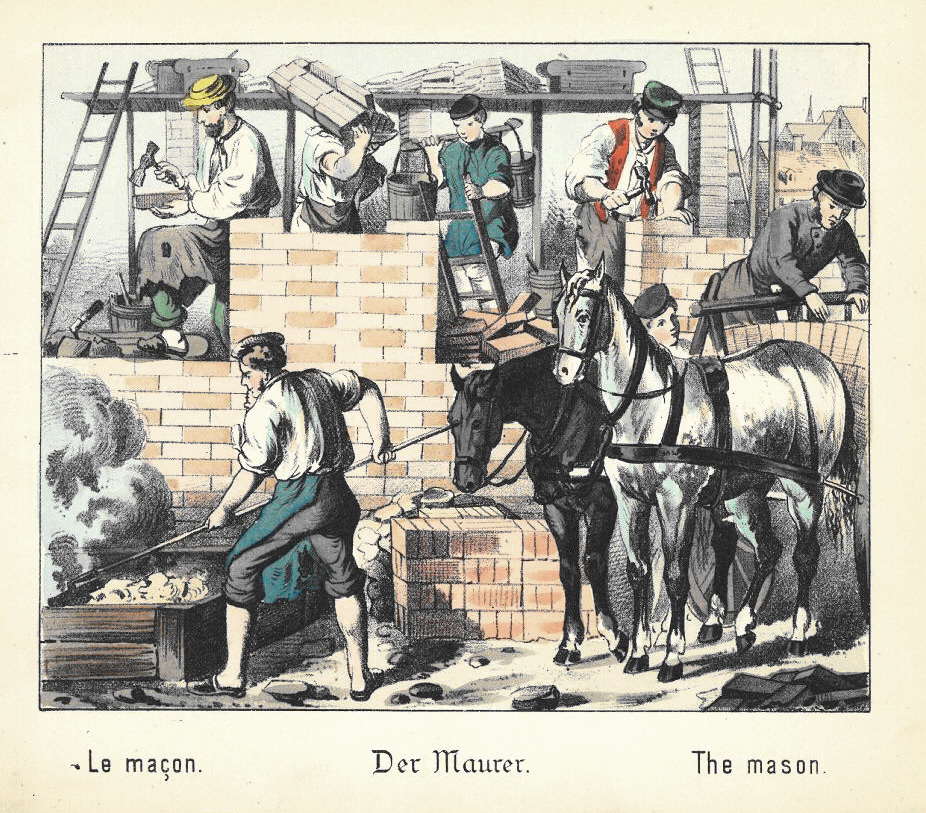
Murarze przy pracy – rycina z 1880

Murarz, daw. murator – nazwa zawodu oraz określenie rzemieślnika wykonującego ten zawód.
Do zakresu czynności realizowanych przez rzemiosło murarskie należy wykonywanie prac związanych z wznoszeniem budowli kamiennych lub ceglanych, gdzie czynnikiem wiążącym te materiały jest zaprawa murarska.
Zasadniczymi narzędziami pracy murarza są: pion, poziomica, kielnia, węgielnica, cyrkiel. W średniowieczu zawód murarza należał do tzw. zawodów wolnych. Zrzeszeni w cechach baumajstrzy, czyli  mistrzowie murarstwa, przemierzali za pracą po terenie całej Europy wraz z towarzyszącymi im czeladnikami. Ich najbardziej eksponowanymi, a zarazem najbardziej prestiżowymi zamówieniami były katedry, których wznoszenie było wielkim kunsztem wymagającym wiedzy inżynierskiej i talentu architektonicznego. Był więc to zawód uprawiany na kilku poziomach wymagań i na kilku poziomach umiejętności i zdobytej wiedzy.
Z zawodu murarskiego wyodrębniły się w czasach późniejszych osobne profesje, takie jak inżynier budownictwa, architekt.
Współcześnie z określeniem „murarz” kojarzony jest zazwyczaj jedynie  robotnik budowlany, wykonujący pracę fizyczną w procesie wznoszenia budowli. 
Wybitni „murarze” – twórcy architektury europejskiej:
- Mikołaj Werner z Pragi – w latach 1392–1397 budował bryłę Kościoła Mariackiego w Krakowie
- Franciszek Wiechoń z Klepacza – na początku XV wieku budował kaplicę przy Kościele Mariackim w Krakowie.
- Anton Pilgram (1460–1515)
- Peter Parler
- Kilián Ignác Dientzenhofer
- Karl Friedrich Schinkel
- Leo von Klenze
- Friedrich Weinbrenner
- Georg Adolf Demmler
- Władysław Czosnowski

Do określenia „murarz” – dawniej „mularz” – nawiązuje w swojej nazwie wolnomularstwo, czyli masoneria.